# Mont Milondo
Mont Milondo är ett av de högsta bergen i Massif du Chaillu i Gabon. Det ligger i provinsen Ngounié, i den centrala delen av landet, 400 km sydost om huvudstaden Libreville. Toppen på Mont Milondo är 1 020 meter över havet.